# Sena, Kučevo
Sena (izvirno srbsko Сена) je naselje v Srbiji, ki upravno spada pod Občino Kučevo; slednja pa je del Braničevskega upravnega okraja.

## Demografija
V naselju živi 194 polnoletnih prebivalcev, pri čemer je njihova povprečna starost 48,3 let (48,2 pri moških in 48,3 pri ženskah). Naselje ima 84 gospodinjstev, pri čemer je povprečno število članov na gospodinjstvo 2,76.
Prebivalstvo je večinoma nehomogeno, a v času zadnjih treh popisov je opazno zmanjšanje števila prebivalcev.
|  |

| Demografija | Demografija     | Demografija     |
| Leto        | Št. prebivalcev | Št. prebivalcev |
| ----------- | --------------- | --------------- |
|             |                 |                 |
|             |                 |                 |
|             |                 |                 |
|             |                 |                 |
| 1948        | 466             |                 |
| 1953        | 482             |                 |
| 1961        | 476             |                 |
| 1971        | 438             |                 |
| 1981        | 409             |                 |
| 1991        | 354             | 284             |
| 2002        | 308             | 232             |
|             |                 |                 |

| Etnična sestava po popisu iz leta 2002 | Etnična sestava po popisu iz leta 2002 | Etnična sestava po popisu iz leta 2002 | Etnična sestava po popisu iz leta 2002 | Etnična sestava po popisu iz leta 2002 |
| -------------------------------------- | -------------------------------------- | -------------------------------------- | -------------------------------------- | -------------------------------------- |
| Srbi                                   | Srbi                                   |                                        | 132                                    | 56,89%                                 |
| Vlahi                                  | Vlahi                                  |                                        | 61                                     | 26,29%                                 |
| Romuni                                 | Romuni                                 |                                        | 1                                      | 0,43%                                  |
| Makedonci                              | Makedonci                              |                                        | 1                                      | 0,43%                                  |
| Neznano                                | Neznano                                |                                        | 2                                      | 0,86%                                  |